# سونگ چانگ یی
سونگ چانگ یی (کره‌ای: 송창의؛ زادهٔ ۲۴ ژانویه ۱۹۷۹) بازیگر اهل کره جنوبی است. سونگ چانگ یی بیشتر به عنوان بازیگر تئاتر موزیکال، از جمله در اینچ عصبانی و آهنگ عشق گوانگ‌هوامون شناخته می‌شود، و همچنین در درام‌های کره‌ای مانند میزان مشیت و زندگی زیبا ایفای نقش کرده‌است.